# Cue Airport
Cue Airport är en flygplats i Australien. Den ligger i kommunen Cue och delstaten Western Australia, omkring 540 kilometer norr om delstatshuvudstaden Perth.
Trakten runt Cue Airport är nära nog obefolkad, med mindre än två invånare per kvadratkilometer.. Närmaste större samhälle är Cue, nära Cue Airport. 
Omgivningarna runt Cue Airport är i huvudsak ett öppet busklandskap. Genomsnittlig årsnederbörd är 281 millimeter. Den regnigaste månaden är januari, med i genomsnitt 73 mm nederbörd, och den torraste är augusti, med 3 mm nederbörd.